# Mougins
Mougins é uma comuna francesa na região administrativa da Alpes Marítimos, no departamento Provence-Alpes-Côte d'Azur. Estende-se por uma área de 25,64 km², com 19.500 habitantes, segundo os censos de 2005, com uma densidade 626 hab/km².
O artista Pablo Picasso passou os últimos anos de sua vida em Mougins. A cidade é um belo lugar para se visitar na Côte d'Azur, uma vila medieval a apenas 15 minutos de Cannes. A cidade é cercada por florestas, que contribuem para a beleza do local. A exuberância natural faz com que a cidade seja popular entre os turistas, especialmente no verão.
Mougins é pitoresca e charmosa, com a bela arquitetura francesa cuidadosamente restaurada. Esse cenário, suas cores e iluminação, atrairam muitos artistas e celebridades para a vila, tais como Picasso, Cocteau, Winston Churchill e Christian Dior. Picasso passou os últimos 15 anos de sua vida vivendo em Mougins. Hoje, o Museu de Fotografia em Mougins tem uma coleção permanente interessante de retratos de Picasso.
Os muitos estúdios e galerias de arte fazem da cidade um lugar interessante para se visitar, com seu cenário e atmosfera relaxantes.
A cidade tem um grande número de excelentes restaurantes. Muitos estão localizados no centro da cidade, mas alguns estão em locais mais afastados, incluindo o muito famoso Moulin de Mougins.

## Cidades-irmãs
- Aschheim, Alemanha
- Lerici, Itália